# Vjatjeslav Semjonov
Vjatjeslav Semjonov (ryska: Вячеслав Михайлович Семёнов), född 18 augusti 1947 i Kiev, Ukrainska SSR, Sovjetunionen, död 12 augusti 2022, var en ukrainsk fotbollsspelare som medverkade i det sovjetiska landslaget som tog OS-brons i fotbollsturneringen vid de olympiska sommarspelen 1972 i München.